# Стаз
Стаз (грец. στύίςό — застій, нерухомість)  — застій, зупинка у просвіті якого-небудь трубчастого органу фізіологічного вмістимого: кров'яний стаз (гемостаз), каловий стаз (копростаз) та інш. 
Спричиняється стаз дією хімічних і фізичних факторів, отрутою бактерій або порушенням іннервації судин, зміною складу крові та інш. При тривалому стазі може виникнути тромб.